# Kepler-107
Kepler-107 — зоря у сузір'ї Лебедя. Знаходиться на відстані 1740 св. років від Землі.

## Планети
У 2014 р телескоп Кеплер виявив чотири кандидати в екзопланети, що обертаються навколо Kepler-107. Всі чотири екзопланети перебувають ближче до зорі, ніж Меркурій до Сонця.
| Планета (по порядку віддалення від зорі) | Маса                      | Радіус                     | Велика піввісь (а.о.) | Орбітальний період (діб) | Нахил орбіти (°)  | Ексцентриситет орбіти | Кіл-ть супутників |
| ---------------------------------------- | ------------------------- | -------------------------- | --------------------- | ------------------------ | ----------------- | --------------------- | ----------------- |
| b                                        | 0.01167 MJ→3.51 ± 1.52 M⊕ | 0.1392 RJ→1.536 ± 0.025 R⊕ | ?                     | 3.1800218 ± 2.9 × 10–6   | 89.05 ± 0.67      | 0                     | ?                 |
| c                                        | 0.0133 MJ→9.39 ± 1.77 M⊕  | 0.161 RJ→1.597 ± 0.026 R⊕  | ?                     | 4.901452 ± 1.0 × 10–5    | 89.49 +0.44 −0.34 | 0                     | ?                 |
| d                                        | 0.00371 MJ→< 3.8 M⊕       | 0.0955 RJ→0.86 ± 0.06 R⊕   | ?                     | 7.95839 ± 1.2 × 10–4     | 87.55 +0.48 −0.64 | 0                     | ?                 |
| e                                        | 0.0360 MJ→8.6 ± 3.6 M⊕    | 0.308 RJ→2.903 ± 0.035 R⊕  | ?                     | 14.749143 ± 1.9 × 10–5   | 89.67 ± 0.22      | 0                     | ?                 |

Протягом 2014—2017 років астрономи вели спостереження за Kepler-107 за допомогою спектрографа HARPS-N, встановленого на телескопі TNG обсерваторії Роке-де-лос-Мучачос. Він відстежував зміни радіальної швидкості зорі, викликані впливом гравітації її компаньйонів. Виявилося, що дві найближчі до зорі екзопланети Kepler-107b і Kepler-107c (їх орбіти пролягають на відстані 6,7 і 9 млн км від її поверхні) мають масу, еквівалентну трьом і дев'яти масам Землі. При цьому, обидва тіла дуже схожі за розмірами. Їх радіус становить 1,5 — 1,6 радіуса Землі. Це означає, що середня щільність Kepler-107b становить 5,3 г/см³, що можна порівняти з середньою щільністю Землі. А середня щільність Kepler-107c набагато вища і дорівнює 12,6 г/см³.